# Aldo Remondino
Aldo Remondino (Cuneo, 15 gennaio 1908 – Roma, 1º dicembre 1990) è stato un generale e aviatore italiano che prese parte alla guerra civile spagnola e alla seconda guerra mondiale, venendo più volte decorato al valor militare. Dopo l'armistizio dell'8 settembre 1943 aderì formalmente alla Repubblica Sociale Italiana entrando nell'Aeronautica Nazionale Repubblicana, ma in realtà svolse compiti di spionaggio in favore del governo del Sud. Dopo la fine del conflitto raggiunse il grado di generale di squadra aerea, ricoprendo l'incarico di capo di stato maggiore dell'Aeronautica Militare tra il 1º settembre 1961 e il 28 febbraio 1968.

## Biografia
Nacque a Cuneo il 15 gennaio 1908. Si arruolò nella Regia Aeronautica nel 1926, frequentando la Regia Accademia Aeronautica di Caserta, Corso Drago, da cui uscì con il grado di sottotenente pilota il 1º ottobre 1928. Conseguì i brevetti di osservatore dall'aeroplano il 1º ottobre 1928, di pilota d'aeroplano il 1º dicembre 1929, di pilota militare il 24 aprile 1930.
Inizialmente prestò servizio presso la Scuola caccia, per passare in seguito al 4º Stormo Caccia Terrestre basato sull'aeroporto di Gorizia-Merna. Comandò in successione prima la 91ª Squadriglia e poi la 97ª Squadriglia per divenire comandante del 9º Gruppo Caccia Terrestre con il grado di maggiore nel corso del 1937. Fra il 1936 e il 1938 comandò le formazioni acrobatiche della Regia Aeronautica.
Nel 1938 fu inviato in Spagna, dove assunse il comando del XXIII Gruppo Caccia "Asso di Bastoni" (23º Gruppo) dell'Aviazione Legionaria. Rientrato in Patria nel 1939 divenne comandante del 154º Gruppo del 5º Stormo Caccia Terrestre. Nel corso del 1940 fu promosso al grado di tenente colonnello per meriti di guerra. 
Alla fine del 1941 assunse il comando del 51º Stormo Caccia Terrestre, alla cui testa combatté sull'isola di Malta, sul Mediterraneo centrale, in Tunisia, e sull'Italia meridionale. All'atto dell'armistizio dell'8 settembre 1943 aderì formalmente alla Repubblica Sociale Italiana, entrando nell'Aeronautica Nazionale Repubblicana; in realtà svolse però compiti di intelligence per conto del legittimo governo del Sud. Dopo la liberazione di Roma, avvenuta il 6 giugno 1944, si presentò al comando della 3ª Zona Aerea Territoriale entrando nell'Italian Co-Belligerent Air Force. Promosso al grado di colonnello per meriti di guerra, dal 15 agosto 1944 al 1º gennaio 1947 ricoprì l'incarico di Sottocapo di Stato maggiore dell'Aeronautica.
Dopo la fine della seconda guerra mondiale entrò nella ricostituita Aeronautica Militare Italiana dove ricoprì svariati incarichi. Promosso generale di brigata aerea, dal 15 febbraio 1955 al 5 febbraio 1959 svolse ancora l'incarico di Sottocapo di Stato maggiore. Promosso al grado di generale di divisione aerea divenne comandante della 3ª Zona Aerea Territoriale (1959), consigliere militare del Presidente della Repubblica Giovanni Gronchi (dicembre 1959-settembre 1961) e Capo di stato maggiore dell'Aeronautica Militare (1961-1968). Nella sua carriera ha totalizzato 8.000 ore di volo, di cui 1.000 in missioni di guerra, conseguendo l'abilitazione su ben 118 tipi di velivoli. Il suo medagliere personale comprende due Medaglie d’argento al valor militare, una Medaglia d'argento ed una di Bronzo al Valore Aeronautico, una Croce di guerra al valor militare, e tre Croci al merito di guerra.
Dopo essere andato in pensione nel 1968 ricoprì numerosi incarichi prestigiosi tra i quali si segnalano: Consigliere di amministrazione della compagnia Alitalia, Presidente del consiglio di amministrazione della compagnia Aero Trasporti Italiani, e Presidente della Società aerea mediterranea (SAM).
È morto a Roma il 1º dicembre 1990.

### Annotazioni
1. ↑  Durante il suo comando il reparto compì 1.100 missioni di guerra, conseguendo l'abbattimento di 106 aerei nemici.

### Fonti
1. 1 2  Ufficio Storico dell'Aeronautica Militare 1969, p. 164.
2. 1 2 3  La Repubblica, 2 dicembre 1990.
3. ↑  Ufficio Storico dell'Aeronautica Militare 1977, p. 32.
4. ↑  Dunning 1988, p. 40.
5. 1 2 3  Logoluso 2010, p. 72.
6. ↑  Ufficio Storico dell'Aeronautica Militare 1969, p. 186.
7. ↑  Ufficio Storico dell'Aeronautica Militare 1969, p. 182.
8. 1 2  D'Amico, Valentini 1986, p. 62.
9. 1 2  Ferrari, Garello 2005, p. 159.
10. ↑  Gazzetta Ufficiale del Regno d'Italia n.216, del 17-IX-1936.
11. ↑  Sito web del Quirinale: dettaglio decorato.